# Canon RF 70-200 f/4L IS USM
El Canon RF 70-200mm f/4L IS USM és un teleobjectiu zoom de la sèrie L amb muntura Canon RF.
Aquest, va ser anunciat per Canon el 4 de novembre de 2020, amb un preu de venda suggerit de 1939,99€.
S'utilitza sobretot per la fotografia de fauna i d'esport.

## Característiques
Les seves característiques més destacades són:
- Distància focal d'entre 70 i 200mm
- Obertura f/4 - 32
- Motor d'enfocament USM (Motor d'enfocament ultrasònic, ràpid i silenciós)
- Estabilitzador d'imatge de 5 passes
- Distància mínima d'enfocament de 60cm
- Rosca de 77mm

## Construcció[3]
- La muntura i part interior són metàl·liques, mentre que la resta de parts són de plàstic.
- El diafragma consta de 9 fulles, i les 16 lents de l'objectiu estan distribuïdes en 11 grups.
- Conté dues lents de fluorita (per resistir la brutícia), quatre lents d'ultra baixa dispersió i un revestiment d'esfera d'aire que ajuda a reduir els efectes fantasma.

## Accessoris compatibles[4]
- Tapa E-77 II
- Parasol ET-83G
- Filtres de 77mm
- Tapa posterior RF
- Funda LP1319
- Muntura per a trípode de tipus anell E (WIII)

## Objectius similars amb muntura Canon RF
- Canon RF 70-200mm f/2.8L IS USM[5]